# Dysgnathia
Dysgnathia é um gênero de traça pertencente à família Arctiidae.